# Polemon gracilis
Polemon gracilis är en ormart som beskrevs av Boulenger 1911. Polemon gracilis ingår i släktet Polemon och familjen Atractaspididae. Inga underarter finns listade i Catalogue of Life.
Denna orm förekommer i södra Kamerun och kanske i angränsande områden av Kongo-Brazzaville. Honor lägger ägg.